# Campeonato Sul-Americano de Hóquei sobre a grama Feminino de 2006
O Campeonato Sul-Americano de Hóquei sobre a grama Feminino de 2006 foi a segunda edição deste torneio. O mesmo foi administrado e patrocinado pela Federação Pan-Americana de Hóquei (PAHF). A sede foi a Argentina, na cidade de Buenos Aires. Sua realização fez parte dos VIII Jogos Sul-Americanos.
As anfitriãs conquistaram o seu segundo título desta competição, jogando com sua conhecida equipe Las Leonas.

## Regulamento e participantes
Esta competição teve duas fases de disputa. Na primeira adotou-se o sistema de pontos corridos, na qual todos os participantes se enfrentaram em turno único. Os posicionamentos finais determinaram as decisões da fase final, sendo estas a do terceiro lugar e a disputa pelo título.
Quatro foram os participantes deste campeonato, sendo eles as representações de Argentina, Brasil, Chile e Uruguai. O Paraguai também iria participar, mas acabou declinando e não disputou a competição.

### Eliminatórias para os Jogos Pan-Americanos de 2007
Este sul-americano de hóquei serviu como eliminatória para os Jogos Pan-Americanos de 2007, que foram celebrados na cidade do Rio de Janeiro. As brasileiras já estavam previamente qualificadas, por sediarem o evento.
Com isto, as três seleções restantes disputaram duas vagas à citada competição pan-americana.

### Controvérsia
A PAHF, na distinta ocasião, optou por realizar o Campeonato Sul-Americano juntamente aos Jogos Sul-Americanos.
Com a mudança de sede repentina para o evento multi-desportivo sul-americano, antes outorgado para a capital boliviana La Paz (que declinou a realização do evento por questões internas), a Organização Desportiva Sul-Americana (ODESUR) fez um novo pleito de candidaturas, na qual Buenos Aires derrotou as cidades de Cuenca (Equador) e Lima (Peru). Com isso, a capital argentina teve um ano para se preparar, com vias de receber os Jogos Sul-Americanos de 2006.
Com a proximidade do evento, modalidades como futebol, vôlei e basquete já estavam listadas como ausentes. Para evitar que o mesmo ocorresse com o hóquei sobre a grama, a ODESUR autorizou que as partidas dos Jogos Sul-Americanos valessem, igualitariamente, para a segunda edição do Campeonato Sul-Americano deste esporte. 

## Jogos
Seguem-se, abaixo, as partidas realizadas nesta competição.

### Primeira Fase
| 9 de novembro |     |        |         |  |  |
| Uruguai       | 6–0 | Brasil | Reporte |  |  |

| 10 de novembro |      |        |         |  |  |
| Argentina      | 10–0 | Brasil | Reporte |  |  |

| 12 de novembro |     |         |         |  |  |
| Chile          | 2–0 | Uruguai | Reporte |  |  |

| 14 de novembro |     |       |         |  |  |
| Argentina      | 6–0 | Chile | Reporte |  |  |

| 16 de novembro |      |        |         |  |  |
| Chile          | 10–0 | Brasil | Reporte |  |  |

| 16 de novembro |     |           |         |  |  |
| Uruguai        | 0–3 | Argentina | Reporte |  |  |

#### Classificação final - Primeira Fase
| Equipe    | Pts | J | V | E | D | GF | GC | Saldo |
| --------- | --- | - | - | - | - | -- | -- | ----- |
| Argentina | 9   | 3 | 3 | 0 | 0 | 19 | 0  | +19   |
| Chile     | 6   | 3 | 2 | 0 | 1 | 12 | 6  | +6    |
| Uruguai   | 3   | 3 | 1 | 0 | 2 | 6  | 5  | +1    |
| Brasil    | 0   | 3 | 0 | 0 | 3 | 0  | 26 | -26   |

- Convenções: Pts = pontos, J = jogos, V = vitórias, E = empates, D = derrotas, GF = gols feitos, GC = gols contra, Saldo = diferença de gols.
- Critérios de pontuação: vitória = 3, empate = 1, derrota = 0.
- Argentina e Chile asseguraram presença nos Jogos Pan-Americanos de 2007.

### Fase Final

#### Disputa do 3º lugar
| 19 de novembro |     |        |         |  |  |
| Uruguai        | 4–0 | Brasil | Reporte |  |  |

#### Disputa do título
| 19 de novembro |     |       |         |  |  |
| Argentina      | 4–0 | Chile | Reporte |  |  |

## Título
| Campeonato Sul-Americano de 2006 Hóquei sobre a grama feminino |
| -------------------------------------------------------------- |
| Argentina Campeã (2º título)                                   |